# 풍계역
풍계역(豊溪驛)은 조선민주주의인민공화국 함경북도 길주군 풍계리에 위치한 백두산청년선의 철도역이다. 이 역 근처의 풍계리에서 지하 핵 실험을 해서, 해당 노선의 화물 및 여객열차의 운행이 모두 중단되었던 적이 있었다.